# Instituto Tecnológico Superior de Puruándiro
Instituto Tecnológico Superior de Puruándiro (ITESP) es una institución educativa pública de educación superior, que forma parte del Tecnológico  Nacional de México. Ubicado en la Ciudad de Puruándiro, Michoacán. Ofrece las carreras universitarias de Ingeniería en Desarrollo Comunitario, Ingeniería en Industrias Alimentarias, Ingeniería en Tecnologías de la Información y Comunicaciones, Ingeniería en Gestión Empresarial, Ingeniería Industrial  y la nueva carrera Ingeniería Mecánica.

## Oferta educativa

### Nivel Licenciatura
- Ingeniería Industrial
- Ingeniería Mecánica
- Ingeniería en Desarrollo Comunitario
- Ingeniería en Gestión Empresarial
- Ingeniería en Industrias Alimentarias
- Ingeniería en Tecnologías de la Información y Comunicaciones

- Datos: Q5917791